# Pippi Långstrump i Söderhavet
Pippi Långstrump i Söderhavet är en roman av Astrid Lindgren, publicerad 1948 av bokförlaget Rabén & Sjögren. Den svenska utgåvan är illustrerad av Ingrid Vang Nyman.
Boken är en uppföljare till Pippi Långstrump och Pippi Långstrump går ombord. Berättelsen ingår även i samlingsvolymen Boken om Pippi Långstrump (1952) och kom 1999 som tecknad film, Pippi i Söderhavet.

## Handling
Till den lilla staden kommer en rik herre. När han passerar Villa Villekulla får han för sig att huset är till salu. Pippi, Tommy och Annika sitter på verandatrappan när den fine herren kommer dit och högt förklarar vad han ska riva och vilka träd han ska hugga ned, ja, han är ganska så dryg ända tills Pippi bär ut honom till hans bil igen.
När Tommy och Annika har fått besök av gamla tant Laura kommer Pippi dit och drar några rövarhistorier om sin mormor, om en tågresa med en flygande ko och en historia från de sju haven. Tant Laura känner sig uppiggad.
En dag har Pippi lyckats hitta på ett nytt ord, spunk, men frågan är bara vad det betyder. Tillsammans med Tommy och Annika vandrar hon in till staden och frågar i butikerna om de har spunk till försäljning. I konditoriet svarar biträdet att det är slutsålt men annars är det ingen som vet vad det är. Men när de kommer tillbaka till Villa Villekulla upptäcker Pippi en spunk på grusgången, en grön liten insekt.
En gång per termin delar gamla fru Rosenblom ut gåvor till snälla och flitiga barn: en gottpåse, varma yllebyxor eller en slant. Men först måste de svara på frågor från henne. Alla skolbarn står i led på skolgården för att svara på frågor när Pippi kommer dit. Pippi vet varken hur man stavar till sjösjuk eller att Karl XII har dött och flyttas snabbt till klungan av vanartiga barn. Pippi har egen frågesport med frågor som alla kan svara på och belönar barnen med både guldpengar, ordböcker och godispåsar.
Det blir vinter och Tommy och Annika blir sjuka i mässlingen. Pippi försöker muntra upp dem med att göra grimaser utanför deras fönster. En dag när hon sitter i deras kök kommer brevbäraren förbi med brev till Pippi från hennes pappa. Han vill att Pippi ska komma till Kurrekurreduttön i Stilla havet så fort som möjligt. Tommy och Annika är först ledsna över att Pippi ska åka men fru Settergren ger dem tillstånd att följa med till Söderhavet.
Kung Efraim och hans 126 undersåtar tar emot dem med en stor fest. Nästa dag ska alla vuxna åka iväg till en grannö för att jaga och barnen lämnas ensamma kvar på ön. De spelar kula med dyrbara pärlor och badar i havet. Tommy blir anfallen av en haj, men Pippi räddar honom.
Plötsligt kommer det två skurkar, Jim och Buck, till ön. De har sett att de vuxna farit därifrån och kräver att barnen ger dem alla pärlor. Men alla barnen gömmer sig i en högt belägen grotta som skurkarna inte kan klättra upp till. Vad de än gör kan de inte hota sig till pärlorna. Till slut bär Pippi ned dem till deras jolle och säger åt dem att fara hem till sina mammor.
Efter flera månader på ön är det dags att åka hem igen. Tyvärr kommer de inte hem före julafton utan i början av januari. Men hemma hos Pippi kan barnen fira jul själva, med julgran och julklappar, pepparkakor och julgröt. "Vi ska ha roligt jämt", sa Annika. "Här i Villa Villekulla och på Kurrekurreduttön och överallt.". Ingen av de tre vill någonsin bli stor. Pippi plockar fram tre krumelurpiller och om man äter dem i mörker och säger "Fina lilla krumelur, jag vill inte bliva stur", ja, då blir man aldrig stor. Barnen äter krumelurpillren - kanske kommer de aldrig att bli stora nu...

## Översättningar
Språk, titel, förlagets namn, år för första publicering, ev. illustratör. 
- Danska: Pippi Langstrømpe i Sydhavet, Skandinavisk Bogforlag, 1948. Illustrerad av Ingrid Vang Nyman
- Norska: Pippi Langstrømpe går til sjøs, Damm, 1948. Illustrerad av Alice Midelfart
- Finska: Peppi Pitkätossu Etelämerellä, Söderströms, 1949. Illustrerad av Ingrid Vang Nyman
- Isländska: Lina Langsokkur í Suðurhöfum, Félagsútgáfan, 1950. Illustrerad av Alice Midelfart
- Tyska (Västtyskland): Pippi in Taka-Tuka-Land, Oetinger, 1951. Illustrerad av Walter Scharnweber
- Franska: La princesse de Couricoura, Hachette, 1953
- Tyska (Österrike): Pippi in Taka-Tuka-Land, Buchgemeinschaft Jung-Donauland, 1955. Illustrerad av Walter Scharnweber och Anton Marek
- Engelska (England): Pippi in the South Seas, Oxford University Press, 1957. Illustrerad av Richard Kennedy
- Engelska (USA): Pippi in the South Seas, Viking, 1959. Illustrerad av Louis S. Glanzman
- Nederländska: Pippi Langkous in Taka-Tuka-Land, Van de Peet, 1959. Illustrerad av Tientje Louw
- Polska: Pipi na poludniowym pacyfiku, Nasza ksiegarnia, 1960
- Japanska: Pippi minami no shima, Iwanami shoten, 1965. Illustrerad av Makoto Sakurai
- Serbokroatiska: Pipi Dugačka carapa u vodama juznog mora, Mlade pkoloenje, 1967
- Spanska: Pippa en los mares del sur, Juventud, 1969. Illustrerad av Rita Culla
- Slovakiska: Pippi na dalekom ostrove, Mladé letá, 1971. Illustrerad av Karel Teissig
- Portugisiska (Brasilien): Bibi nos mares do Sul, Edições de Ouro, 1973. Illustrerad av Richard Kennedy
- Kroatiska: Mladost, 1973
- Afrikaans: Pippie Langkous in die Suidsee, Human & Rousseau, 1975. Illustrerad av Carl Hollander
- Grekiska: He Pipi Phakidomyte stis noties thalasses, Metrope, 1978
- Indonesiska: Pippi di negeri Taka-Tuka, PT Gramedia, 1984
- Slovenska: Pika Nogavička w dezeli Taka-Tuka, Rotis Maribor, 1991
- Färöiska: Førøya lærarafelags, 1994
- Kinesiska: China Times, 1994
- Koreanska: Pippineum Uhruni dögi siruh, Sigongsa, 1995
- Baskiska: Pippi Hegoaldeko itasoetan, Elkar, 1997